# Champaign (Illinois)
Champaign ist eine US-amerikanische Universitätsstadt mit 88.302 Einwohnern (Stand: 2020) im Champaign County im Bundesstaat Illinois und liegt ca. 250 km südlich von Chicago. Mit Urbana zusammen bildet sie heute eine Doppelstadt (Urbana-Champaign, auch als Champaign-Urbana oder Chambana bezeichnet), die stark von der University of Illinois geprägt ist.  Gemeinsam mit der naheliegenden Ortschaft Savoy bilden Champaign und Urbana die Champaign-Urbana Metropolitan Area.

## Geschichte
Champaign wurde 1857 als West Urbana gegründet, da der Verlauf der Bahnstrecke der Illinois Central Railroad einige Kilometer westlich der Stadt Urbana vorbeiführte. 1860 wurde der Ort mit der Verleihung der Stadtwürde in Champaign umbenannt. Ihren Namen hat die Stadt vom Namen des Countys, in dem sie liegt, der wiederum nach Champaign County im US-Bundesstaat Ohio benannt ist.

## Verkehr

### Straßenverkehr
Champaign liegt an der Schnittstelle mehrerer Autobahnen: Interstate 57 Richtung Norden nach Chicago und Richtung Süden nach Effingham und Cairo, Interstate 72 Richtung Westen nach Decatur und Springfield sowie an der Interstate 74 Richtung Westen nach Peoria und Richtung Osten nach Indianapolis. Auch die US-Bundesstraßen 45 (parallel zu I-57) und 150 (parallel zu I-74) verlaufen durch Champaign.

### Eisenbahnverkehr
Champaign liegt an der Amtrak-Linie von Chicago nach New Orleans. Sie wird von drei Zügen täglich von und nach Chicago bedient; zwei haben Carbondale, der andere New Orleans als südlichen Zielbahnhof.

### Flugverkehr
Weiter verfügt die Stadt mit dem Willard Airport (CMI) über einen Flughafen, der von American Airlines (Chicago und Dallas) und Delta Airlines (Detroit) angeflogen wird.

## Söhne und Töchter der Stadt
- Charles W. Woodworth (1865–1940), Entomologe
- Ethel Clayton (1882–1966), Schauspielerin der Stummfilmzeit
- Clayton Adams (1890–1965), Brigadegeneral
- Jake Lanum (1896–1968), American-Football-Spieler
- Lewis Hastings Sarett (1917–1999), Chemiker
- James Tobin (1918–2002), Wirtschaftswissenschaftler
- Richard M. Noyes (1919–1997), Chemiker
- Annisteen Allen (1920–1992), R&B-Sängerin
- Kathrine S. French (1922–2006), Anthropologin
- Thomas Roy Brahana (1926–2021), Mathematiker
- Jack McDuff (1926–2001), Jazz-Organist
- Bob Richards (1926–2023), Stabhochspringer
- Stanford Parris (1929–2010), Politiker
- John M. Dawson (1930–2001), Physiker
- Phil Coleman (Leichtathlet) (1931–2021), Leichtathlet
- Icko Iben (1931–2025), Astronom
- Benjamin F. Bailar (1934–2017), Geschäftsmann, United States Postmaster General (1975–1978)
- Harold Edwards (1936–2020), Mathematiker
- Ione Mylonas Shear (1936–2005), Klassische Archäologin
- Mary Ann Joyce-Walter (* 1937), Komponistin und Musikpädagogin
- Kim Richmond (1940–2024), Jazzmusiker
- George Will (* 1941), Journalist und Autor
- Roger Young (* 1942), Filmregisseur
- JoAnne Stubbe (* 1946), Biochemikerin
- Ron Bridgewater (* 1947), Jazzmusiker
- Sharon Doucet (* 1951), Schriftstellerin
- John A. Bargh (* 1955), Psychologe
- Gregory S. Walden (* 1955), Jurist, Regierungsbediensteter und Wirtschaftsberater
- Erik Henriksen (* 1958), Eisschnellläufer
- Mark Kirk (* 1959), Politiker
- Saul Perlmutter (* 1959), Astrophysiker
- Michael Charles Smith (* 1961), Kandidat für die Präsidentschaftswahl 2008
- Amy Chua (* 1962), Juristin und Autorin
- David Ayer (* 1968), Drehbuchautor und Regisseur
- Ted Sirota (* 1969), Jazzmusiker
- Shamit Kachru (* 1970), Physiker
- Alison Krauss (* 1971), Violinistin und Bluegrass-Sängerin
- Melanie Paxson (* 1972), Schauspielerin
- Patrick Melton (* 1975), Drehbuchautor
- James Davis (* 1976), Sprinter
- Ludacris (* 1977), Rapper
- Somi (* 1981), Jazzsängerin
- Brian Callahan (* 1984), American-Football-Trainer
- Trenton Meacham (* 1985), Basketballspieler
- Tyler McGill (* 1987), Schwimmer[3]
- Katherine Reutter (* 1988), Shorttrackerin
- Lexi Atkins (* 1993), Filmschauspielerin und Sängerin